# Pro Ahn sechzig Pfennig
Pro Ahn sechzig Pfennig ist eine erstmals 1957 erschienene Erzählung von Paul Schallück.

## Inhalt
Der Erzähler blickt auf seine Jugend während der Zeit des Nationalsozialismus zurück, in der er aus gesundheitlichen Gründen stets im Sommer in den kleinen Ort Gummersdorf zu seinem Onkel, einem Pfarrer, geschickt wurde. Da diesen viele Anfragen von Personen erreichten, denen ein Ahnenpaß ausgestellt werden sollte, beauftragte er seinen damals 16-jährigen Neffen mit den Nachforschungen in den Kasualienregistern. Aufgrund der finanziellen Entschädigung von seinem Onkel und in Fällen, in denen ihm die Absender sympathisch erschienen, fügte er auch weitere Vorfahren ein, die nicht in den Kirchenbüchern verzeichnet waren. Im Gegenzug ließ er jedoch Ahnen aus, wenn der Ton der Briefe zu fordernd war und insbesondere, wenn sie von überzeugten Nazis stammten. Über das Schreiben eines Herrn Klaaps, Mitarbeiter in einem Gauleiterbüro zeigte sich der Erzähler so verärgert, dass er die Namen von dessen Vorfahren ab den Altgroßeltern gegen solche aus dem Alten Testament austauschte. Um Nachprüfungen vorzubeugen, änderte er auch mit viel Aufwand die Originaleintragungen in den Büchern. Der verärgerte Herr Klaaps erschien daraufhin selbst im Pfarramt und nahm erschüttert von den für ihn kompromittierenden Aufzeichnungen Kenntnis. Durch sein eindringliches Flehen, ihm einen Nachweis ohne die betreffenden Namen auszustellen, empfand der Erzähler sogar Mitleid, blieb aber dank stummer Aufforderungen seitens Klaaps' Sekretärin standhaft. Dieser musste mit der Schande das Pfarrhaus verlassen.

## Veröffentlichungen
Das Werk war Teil des Sammelbandes Deutsche Lyrik und Prosa nach 1945, der 1957 im S. Fischer Verlag erschien. Volk und Welt gab die Geschichte im Rahmen der Buchreihe Erkundungen auch in der DDR heraus.
Werner Jung verfasste eine 2009 vom Reclam-Verlag veröffentlichte Interpretation der Erzählung.